# FM.W
FM.W（エフエムダブリュ）は、北海道札幌市で2005年から2007年の間、夏に開催されていたロック・フェスティバル。主催者AIR-G'とNORTH WAVE、WESS。 協賛は、au北海道支社、サークルKサンクスなど。

## 場所・日時
- 2005年7月10日 - 真駒内公園オープンスタジアム
- 2006年8月8日 - Zepp SAPPORO
- 2007年7月8日 - 真駒内セキスイハイムスタジアム[1]。

## FM.W05
2005年7月10日 (土) 開場　10:00、スタート　12:00

### 出演歌手
- D-51
- サスケ
- nobodyknows+
- スキマスイッチ
- ORANGE RANGE
- 175R

### オープニングアクト
GHOSTY BLOW・OLD

## FM.W06
2006年8月8日 (火) 開場　11:00、スタート　13:00

### 出演歌手
- BENNIE K
- CHEMISTRY
- DJ OZMA
- HOME MADE 家族
- MEGARYU
- MINMI
- SOUL'd OUT
- Sowelu

### オープニングアクト
オープニングアクトは、12:00スタート。出演歌手は、FUNKY MONKEY BABYS・MEN☆SOUL。

## FM.W07
2007年7月8日 (日) 開場 11:00、スタート 13:00

### 出演歌手
- 絢香
- ウルフルズ
- HY
- ORANGE RANGE
- SEAMO
- FUNKY MONKEY BABYS
- 山崎まさよし

### オープニングアクト
Superfly・秦基博

## 関連記事
- ライジング・サン・ロックフェスティバル - 同じくWESS主宰のフェス